# Anchylorhynchus
Anchylorhynchus é um gênero de besouros pertencentes à família Curculionidae e subfamília Curculioninae. Atualmente, inclui 25 espécies descritas distribuídas do Panamá à Argentina.  Os membros do gênero são polinizadores de palmeiras dos gêneros Syagrus, Oenocarpus e Butia, com adultos vivendo em inflorescências e larvas alimentando-se de frutos em desenvolvimento.  As larvas de primeiro ínstar de Anchylorhynchus têm uma morfologia incomum, sendo especializadas em matar outras larvas que infestam os frutos da palmeira.

## Morfologia adulta
Anchylorhynchus pode ser facilmente separado de outros Derelomini por vários caracteres. O corpo é arredondado, convexo e densamente coberto por escamas que variam do amarelo ao preto. O rostro é achatado dorso-ventralmente no ápice e possui 2-7 carenas longitudinais desde a base do rostro até a inserção de antenas. O funicular antenal (segmentos excluindo o primeiro e a clava) possui apenas seis segmentos, ao contrário de sete segmentos em outros gêneros.  As antenas são inseridas no ápice do rostro em ambos os sexos, enquanto é inserido mais perto da base na maioria dos outros Curculionidae (pelo menos nas fêmeas).

Algumas espécies de Anchylorhynchus são sexualmente dimórficas, com os machos geralmente maiores que as fêmeas. Em algumas espécies, os machos também possuem tarso mais comprido e / ou pêlos mais densos e mais longos nos ventritos, metasternos e tarsos. Em todas as espécies descritas, as fêmeas apresentam retração nos ventritos III-IV do abdome. A forma e o grau de retração variam entre as espécies, mas esses segmentos são sempre planos nos machos. 

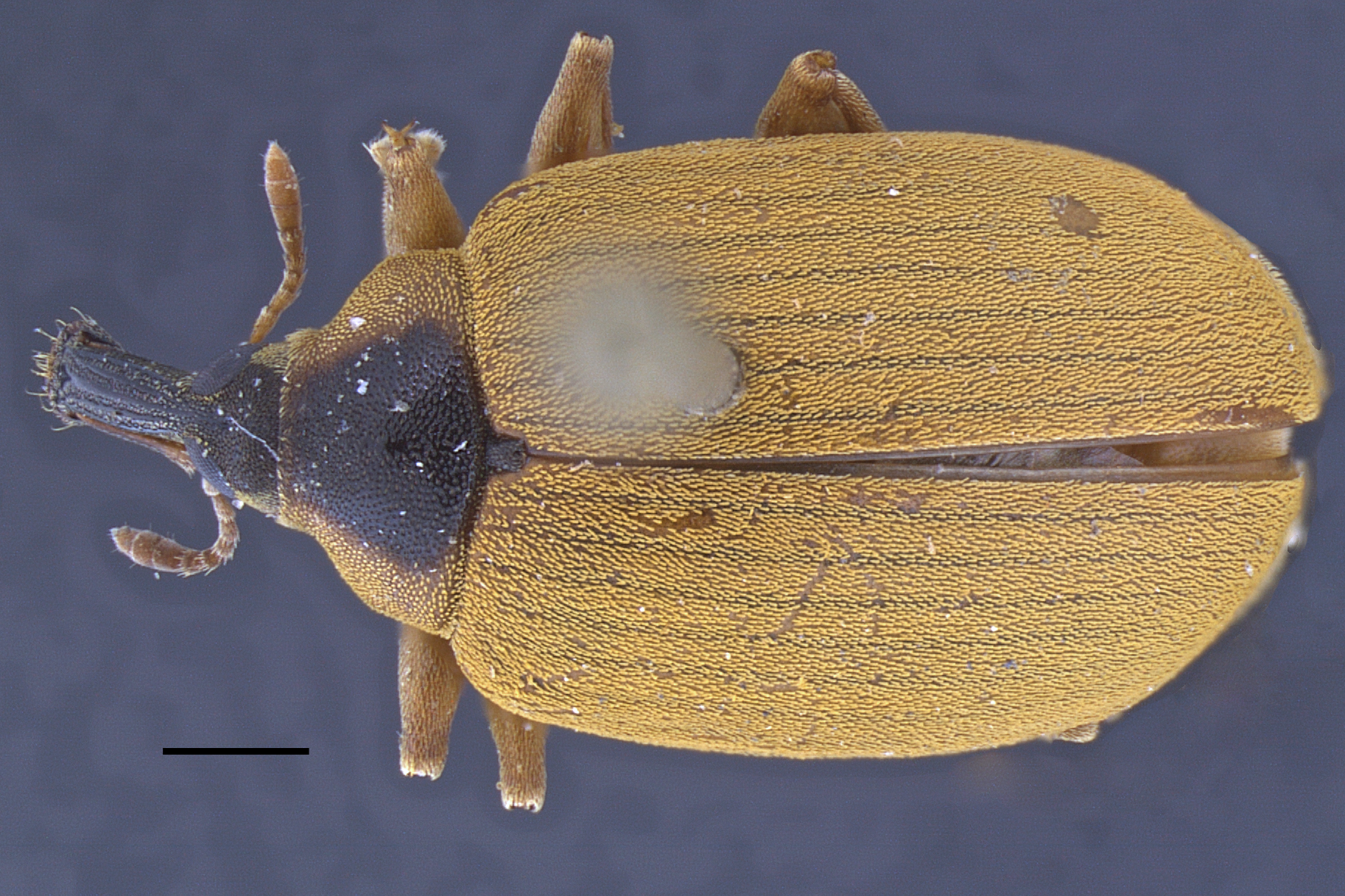
A. vanini, fêmea, dorsal
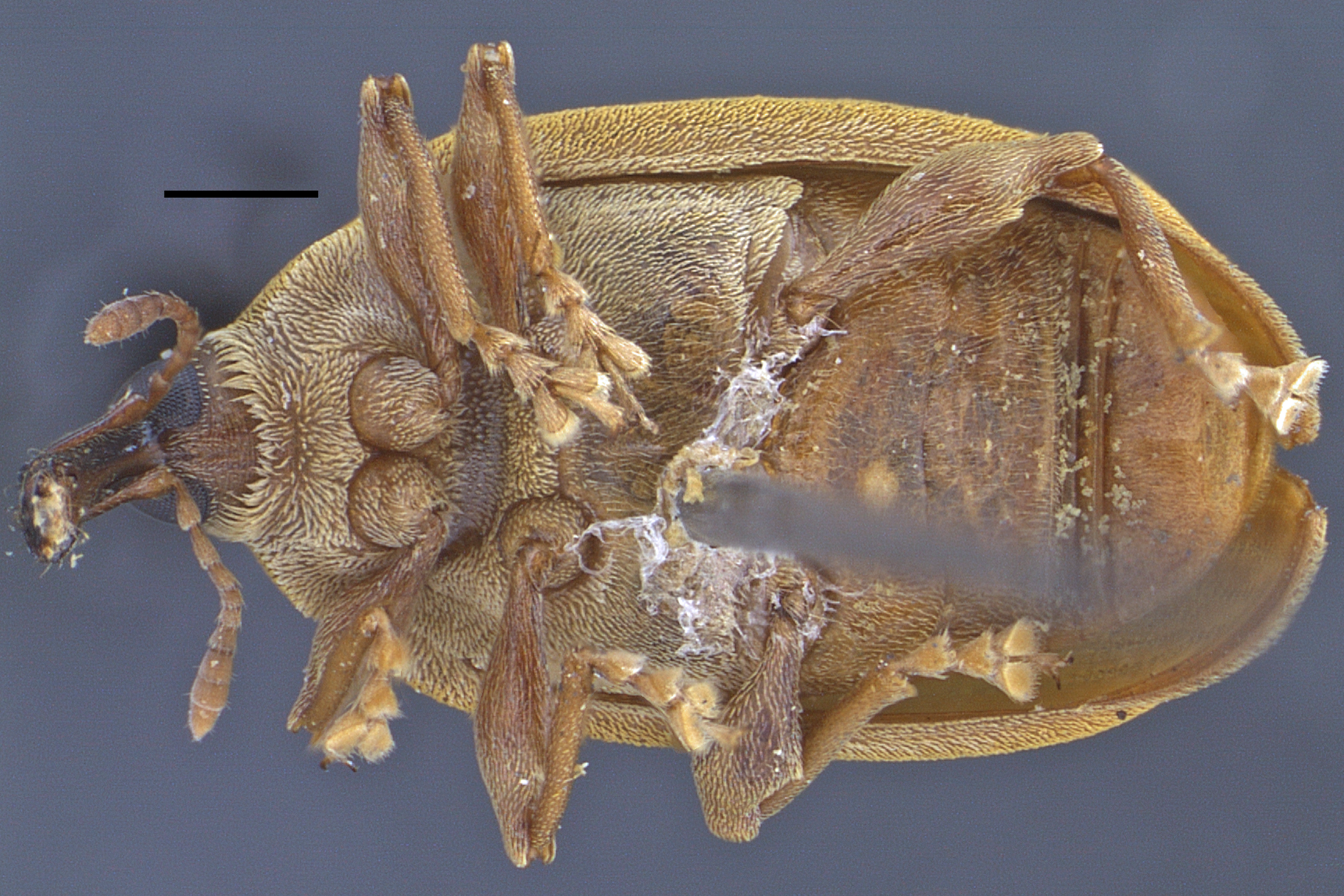
A. vanini, fêmea, ventral
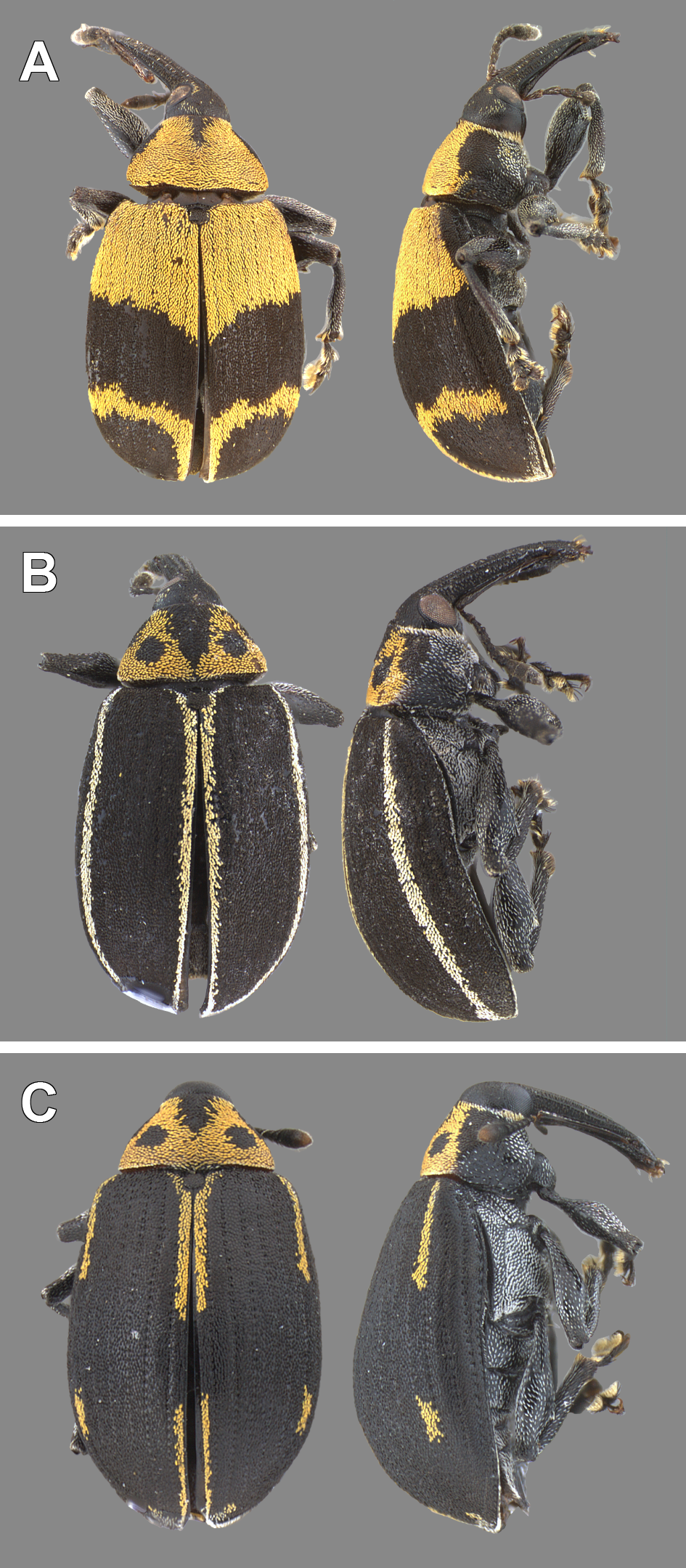
Polimorfismo de cor em A. eriospathae

## Morfologia e comportamento larval
As larvas de Anchylorhynchus passam por 4 estágios (instars) antes de mudar para uma pupa. A fase mais distinta é o primeiro instar. Larvas de primeiro instar de Anchylorhynchus são diferentes da maioria dos Curculionidae devido a suas mandíbulas falcadas (geralmente encontradas em insetos que se alimentam de outros insetos). Além disso, elas são achatadas dorso-ventralmente, vivendo entre sépalas e pétalas de flores de palmeiras femininas. Após a eclosão, as larvas migram para a base da flor feminina, perfurando um buraco no fruto em desenvolvimento. Depois de entrar no fruto, as larvas mudam e começam a consumir tecidos vegetais, causando o aborto de frutos em desenvolvimento. Larvas de primeiro e segundo instar atacam e consomem outras larvas ao encontrá-las. Os instares posteriores evitam outras larvas e não são agressivos.  A partir do segundo instar, as larvas adquirem o corpo em forma de garra, cilíndrico e em forma de C, característico de outros Curculionidae. A mandíbula também muda de forma, tornando-se triangular e larga, adaptada para esmagar os tecidos das plantas. 

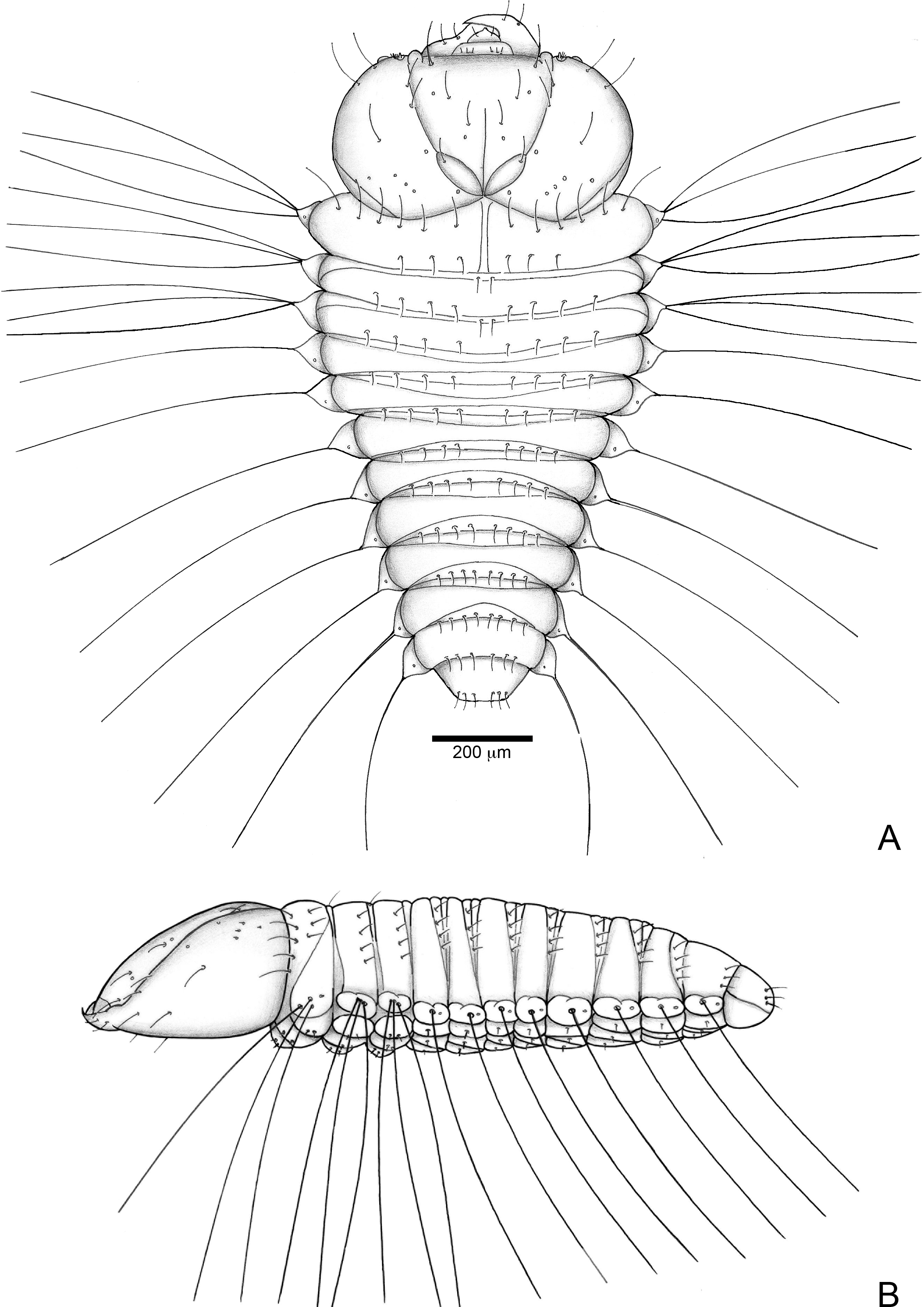
Larva de primeiro instar
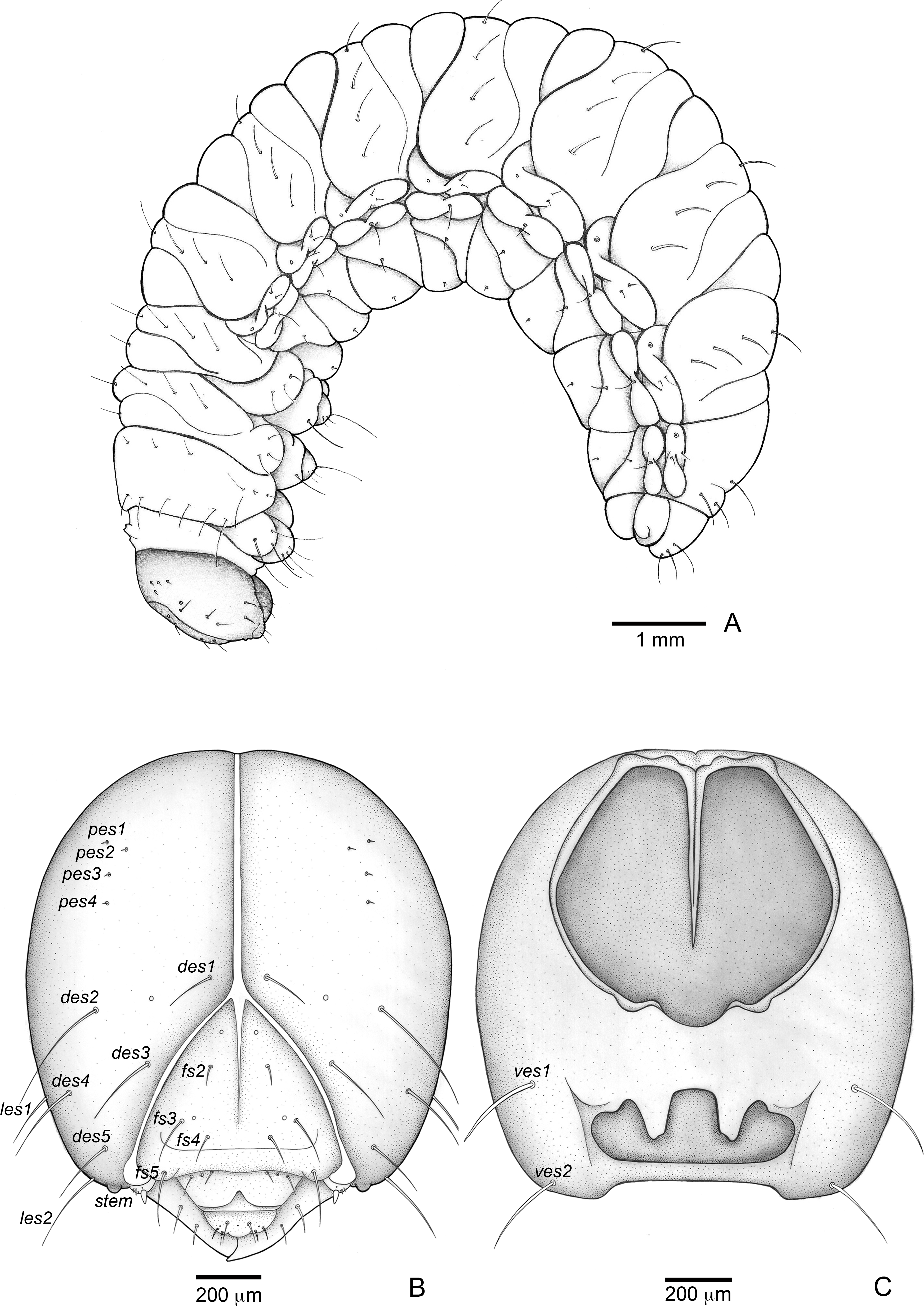
Larva do quarto instar

## Interações com plantas
Adultos de Anchylorhynchus visitam flores masculinas e femininas de várias espécies de palmeiras dos gêneros Syagrus, Oenocarpus, Butia e Euterpe. Os adultos usam o rostro para abrir flores masculinas e se alimentam de pólen. Enquanto descansam, permanecem nos ramos da inflorescência ou escondidos em sua base. Ao contrário da maioria dos Curculionidae, as fêmeas não usam o rostro para perfurar um buraco de oviposição nos tecidos da planta. Em vez disso, põem ovos diretamente entre pétalas e sépalas de flores femininas.
A primeira observação sobre a história natural de Anchylorhynchus foi publicada por Faust, que descreveu A. burmeisteri a partir de espécimes coletados de palmeiras na Argentina. Gregório Bondar fez a maioria das observações subsequentes, registrando plantas hospedeiras para muitas espécies. Ele considerou A. trapezicollis como uma praga da palma da mão conhecida como licuri (Syagrus coronata). Ele observou que os adultos se alimentavam de pólen e conjeturavam que as larvas poderiam se alimentar de flores, embora ele nunca as tenha observado. Mais recentemente, o ciclo de vida completo de A. eriospathae foi descrito, mostrando que as larvas se alimentam de sementes em desenvolvimento e adultos em pólen.  Além disso, espécies de Anchylorhynchus têm se mostrado importantes polinizadores de Oenocarpus bataua, Oenocarpus balickii, Oenocarpus minor, Butia paraguayensis, Syagrus loefgrenii e Syagrus coronata

## Taxonomia
Existem atualmente 25 espécies válidas de Anchylorhynchus.
A lista a seguir mostra todas as espécies válidas, com sinônimos reconhecidos mostrados recuados:
- Anchylorhynchus aegrotus Fåhraeus , 1843
- Anchylorhynchus albidus Bondar , 1943
- Anchylorhynchus amazonicus Voss , 1943
- Anchylorhynchus bicarinatus O'Brien, 1981
  - Anchylorhynchus gottsbergerorum Vanin, 1995
- Anchylorhynchus bicolor Voss , 1943
  - Anchylorhynchus leiospathae Bondar , 1950
- Anchylorhynchus bucki Vanin, 1973
- Anchylorhynchus burmeisteri Faust , 1894
- Anchylorhynchus camposi Bondar , 1941
- Anchylorhynchus centrosquamatus de Medeiros & Núñez-Avellaneda, 2013
- Anchylorhynchus chrysomeloides de Medeiros & Vanin, 2020
- Anchylorhynchus goiano de Medeiros & Vanin, 2020
- Anchylorhynchus imitator de Medeiros & Vanin, 2020
- Anchylorhynchus latipes de Medeiros & Vanin, 2020
- Anchylorhynchus luteobrunneus de Medeiros e Núñez-Avellaneda, 2013
- Anchylorhynchus minimus Bondar , 1950
- Anchylorhynchus multisquamis de Medeiros & Vanin, 2020
- Anchylorhynchus parcus Fåhraeus , 1843
- Anchylorhynchus pinocchio de Medeiros e Núñez-Avellaneda, 2013
- Anchylorhynchus rectus de Medeiros & Vanin, 2020
- Anchylorhynchus trapezicollis Hustache , 1940
  - Anchylorhynchus bleyi Bondar , 1941
  - Anchylorhynchus botryophorae Bondar , 1941
- Anchylorhynchus tremolerasi Hustache , 1937
  - Anchylorhynchus eriospathae Bondar , 1943
  - Anchylorhynchus hatschbachi Bondar , 1943
  - Anchylorhynchus pictipennis Hustache , 1937
- Anchylorhynchus tricarinatus Vaurie , 1954
- Anchylorhynchus vanini Valente & de Medeiros, 2013
- Anchylorhynchus variabilis Gyllenhaal , 1836
  - Anchylorhynchus mutabilis Fåhraeus , 1843
    - Anchylorhynchus mutabilis connata Voss , 1943
- Anchylorhynchus vittipennis Voss , 1943
  - Anchylorhynchus nigripennis Voss , 1943
  - Anchylorhynchus lineatus Bondar , 1943